# 北海道道888號東陽多寄線
北海道道888號東陽多寄線（日语：北海道道888号東陽多寄線），是一條於北海道上川綜合振興局士別市的一般道道。該路線通過多寄町東部的水田、旱田、丘陵地帶，接近終點時則有通過JR宗谷本線的平交道。目前預定路線將會連接道央自動車道的多寄IC。

## 路線概要
- 起點：北海道士別市多寄町東陽（＝北海道道537號旭士別線交點）
- 終點：北海道士別市多寄町（＝國道40號交点）
- 總長：5.9 km

## 通過的自治體
- 上川綜合振興局
  - 士別市

## 主要接續道路
- 士別市
  - 北海道道537號旭士別線
  - 上川北部廣域農道＝多寄町
  - 國道40號

## 沿革
- 1976年3月31日 - 路線認定。